# Tetzcotzingo
Tetzcotzingo ist eine Ruinenstätte aus dem späten Postklassikum im Tal von Mexiko, rund 7 km östlich von Texcoco. Sie liegt auf einem Ausläufer des Cerro Tlaloc in rund 2500 m Höhe und ist frei zugänglich. Die Bauten des Tetzcotzingo werden dem Herrscher von Texcoco, Nezahualcóyotl, zugeschrieben, der im 15. Jahrhundert einen ersten Landschaftsgarten mit Wasserspielen geschaffen hat. Die ersten Beschreibungen stammen von dem aus dem Herrscherhaus von Teztcoco stammenden kolonialzeitlichen Historiker Fernando de Alva Ixtlilxóchitl. Nach 1968 führte Jeffrey R. Parsons eine erste Begehung durch, Freilegungen und Rekonstruktionen erfolgten seit 1981.

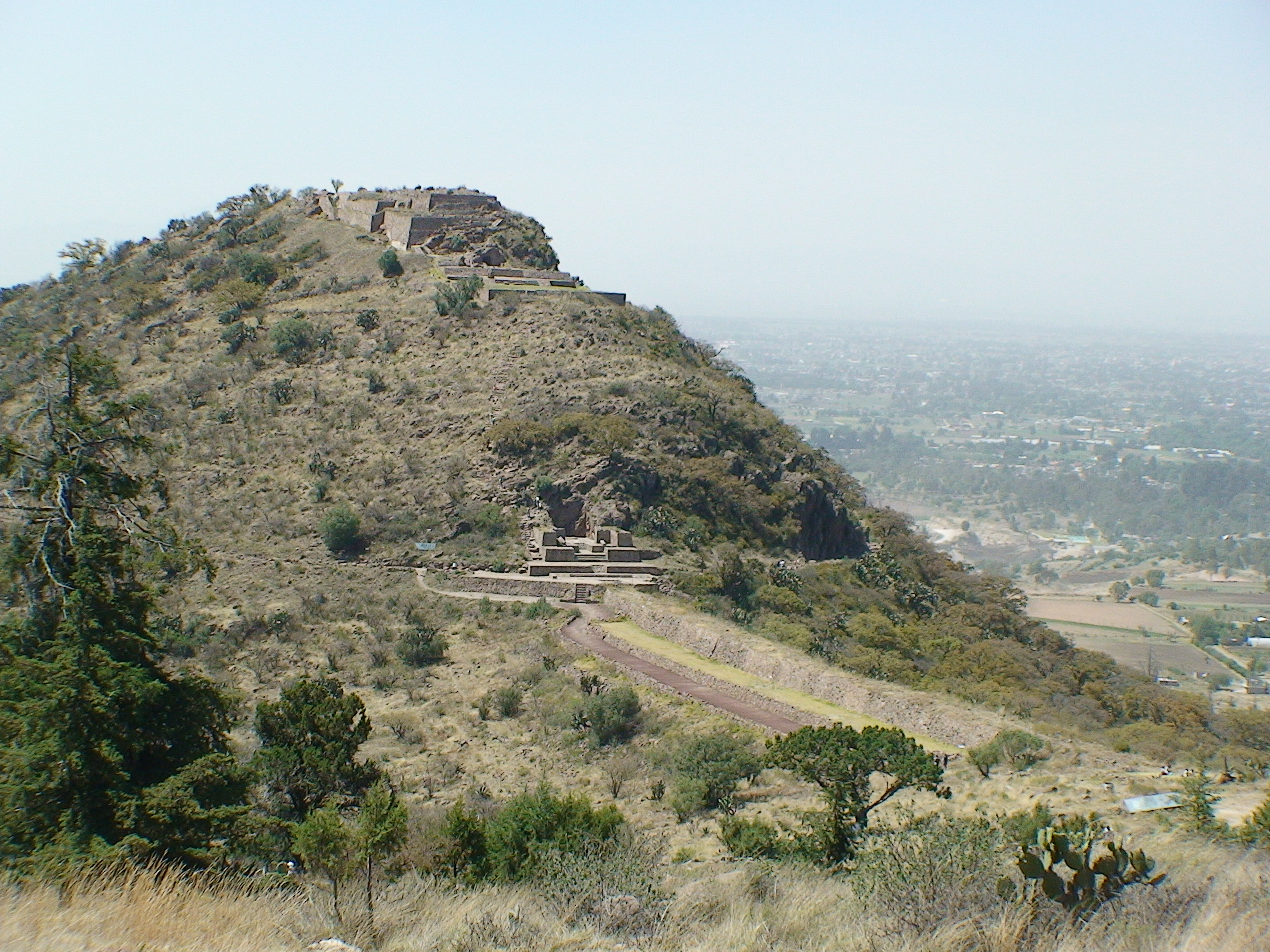
Berg mit Gipfelpalast und Zuleitungsdamm von Osten

Die Ruinenstätte besteht aus drei Teilen:
- dem Palast auf der Spitze des Berges
- dem Zuleitungssystem mit Reservoiren und Zuleitungs-Dämmen sowie verbindenden Kanälen über die östlich benachbarten Hügel
- dem Verteilungssystem, bestehend aus zwei Wasserleitungen, die den Tetzcotzingo-Berg ausgehend vom Zuleitungs-Damm auf seiner Nord- und Südseite umrunden und wieder zusammentreffen und verschiedene in den Stein gehauene Becken speisen.

## Der Palast
Auf der Spitze des Tetzcotzingo befinden sich mehrere große, stufenförmig angeordnete Plattformen. Sie können als Fundamente für leichte Bauten gedient haben, deren Existenz und Funktion jedoch ungewiss bleiben. Nach anderen Autoren handelt es sich eher um Tanzplattformen. Ein weiterer Baukomplex, der als Palast bezeichnet wird, liegt unterhalb des Baño del Rey und war mit diesem durch eine in dem Fels gehauene schmale Treppe verbunden.

## Das Zuleitungssystem

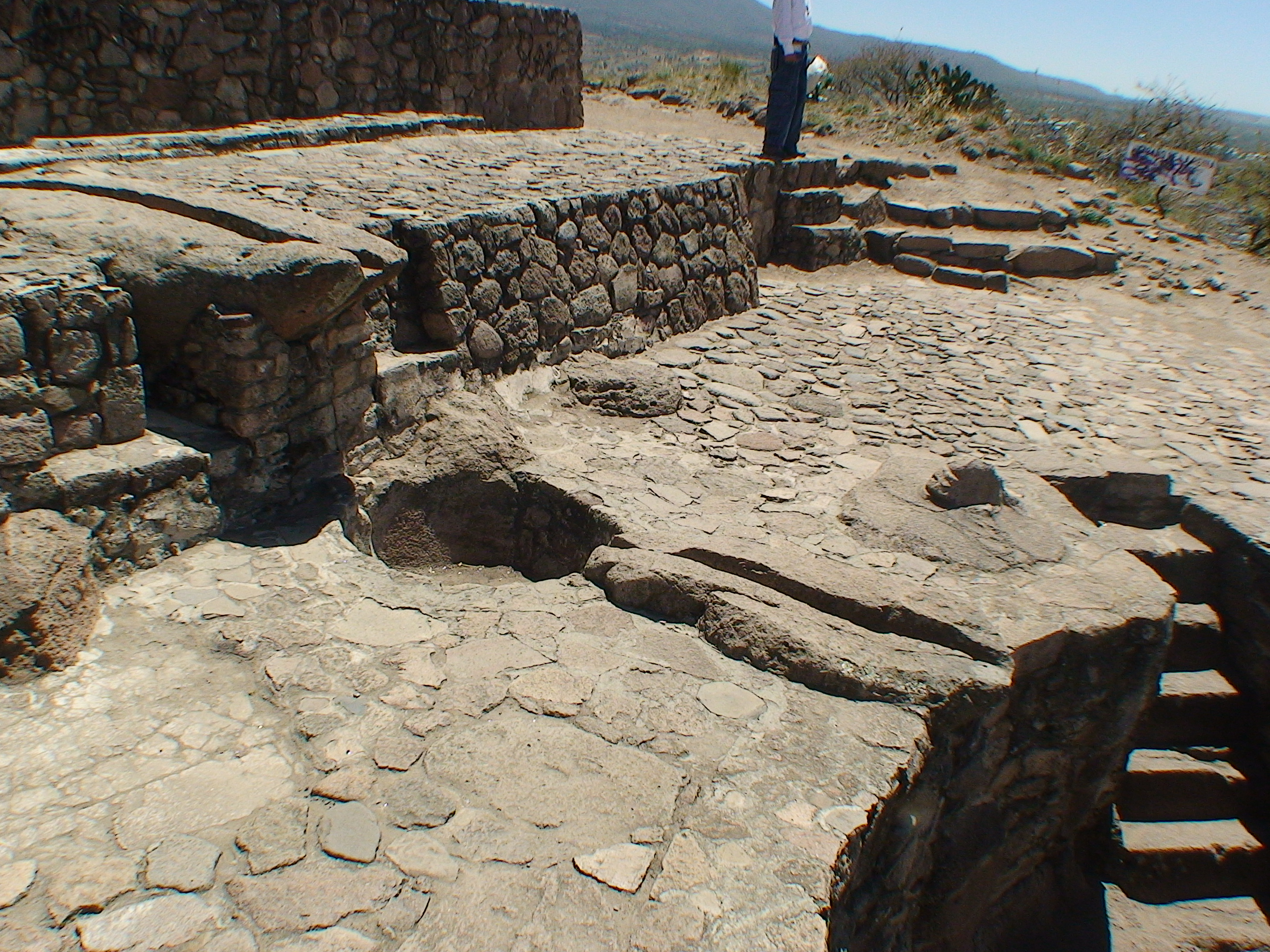
Baño de la Reina, Becken und Kaskaden, am Rand vollplastische Figur eines Frosches

Von einer in einer Höhe von 2750 m gelegenen Quelle rund 5 km südöstlich des Tetzcotzingo wurde das Wasser über höhenlinienparallele Kanäle zum Tetzcotzingo geführt. Hierbei wurde der östlich des Tetzcotzingo gelegene Cerro Metecatl beinahe komplett umrundet. Anschließend gelangte das Wasser über mehrere Reservoire und Becken zu einem großen, heute rekonstruierten Aquädukt von 160 m Länge zum Cerro Tetzcotzingo. Die Kanäle bestanden aus einer breiten Steinaufschüttung und einem schmaleren gemauerten Damm, auf dessen Krone der verhältnismäßig schmale eigentliche Kanal verlief. Die Kanäle waren aus nicht zugerichteten Steinen aufgemauert und vermutlich innen mit Kalkmörtel verkleidet.
Das Wasser der Quelle wird heute auf rund 1 km Länge durch den alten Kanal geleitet, danach durch einen sehr langen, vermutlich ebenfalls alten Kanal, der bis in die Ebene führt.

## Das Verteilungssystem

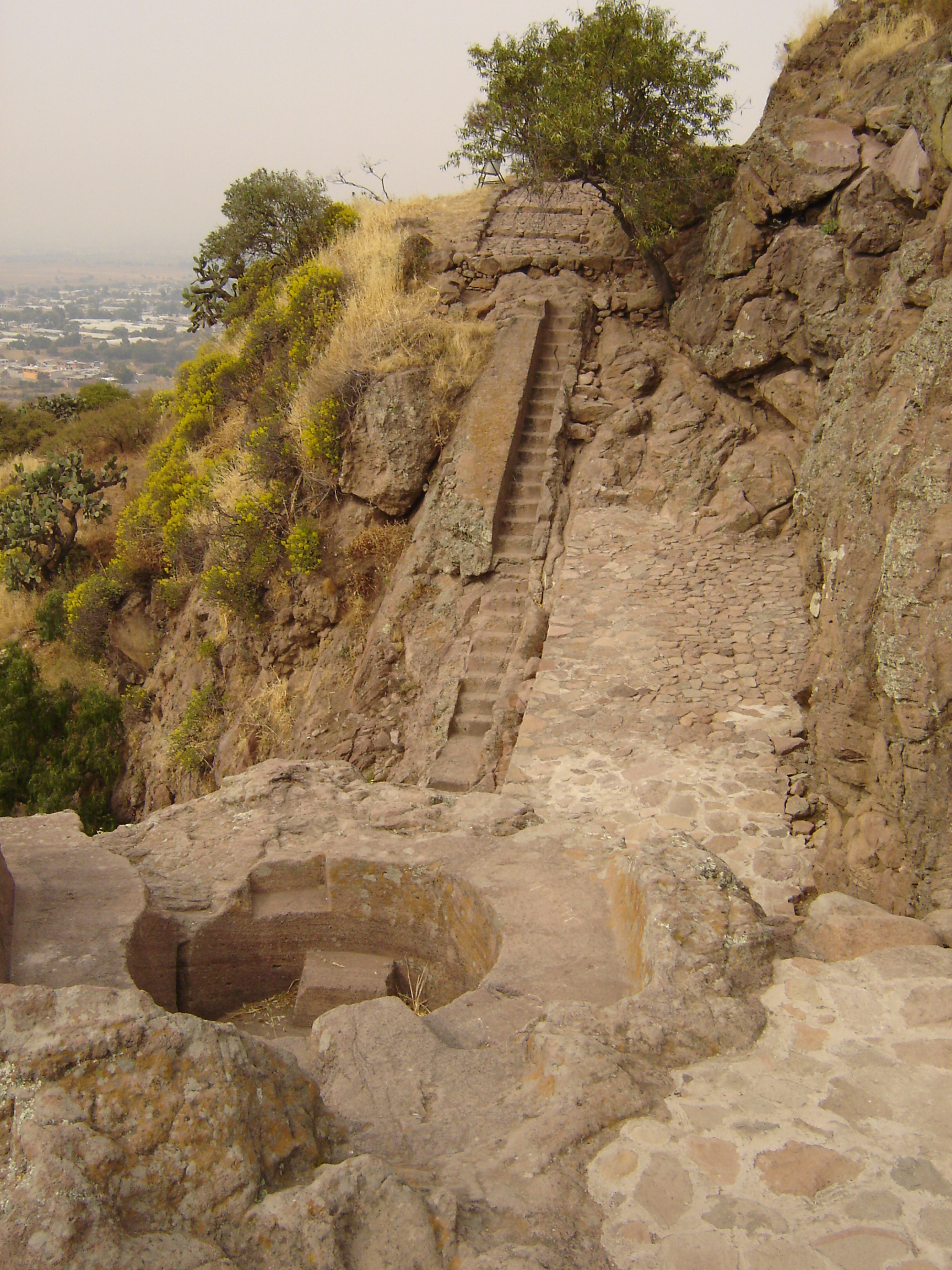
Das sogenannte Baño del Rey

An der Stelle, an der der zweite Aquädukt auf den Cerro Tetzcotzingo stößt, teilt sich der Kanal und läuft ebenfalls höhenlinienparallel im Süden und auf der steileren Nordseite um den Berg. Der Kanal war hier meist ebenfalls gemauert, es finden sich aber auch kleinere Abschnitte, an denen der Kanal in den Felsen gehauen war. Der Durchmesser des Kanals betrug ungefähr 25 × 25 cm. An zahlreichen Stellen in regelmäßigen Abständen zweigten von diesen Kanälen Verteilungen ab, die meist aus einem großen Steinblock bestanden, in den eine Rinne eingetieft war. Von dieser konnte Wasser entweder auf die Abhänge des Berges geleitet werden, wo Gärten anzunehmen sind, oder, zum Teil als Kaskaden hintereinandergestaffelt, in runde, in den Felsen gehauene Becken, in die außerdem Steintreppen hinein führten. Auch Zugangstreppen waren aus dem Felsen gehauen. Diese Becken tragen heute fantasievolle Namen, wie Baño del Rey, Baño de la Reina, und Baño de las Concubinas (Bad des Königs, der Königin und der Konkubinen).
Der Cerro Tetzcotzingo war nicht die einzige derartige Anlage. Für den unweit nördlich gelegenen Cerro Purificación werden ganz ähnliche Anlagen beschrieben. Dort sind zwei längere Aquädukte von 375 und 400 m Länge und Höhen bis zu 13 m vorhanden, die noch in Betrieb sind.